# 奧拉德艾薩 (布米爾達斯省)
36°48′24″N 3°48′52″E / 36.80667°N 3.81444°E

奧拉德艾薩（阿拉伯语：‎），是阿爾及利亞的城鎮，位於該國北部布米爾達斯省，由納西里耶區負責管轄，處於地中海沿海附近，2008年該城鎮人口7,685。